# Моісеєнко Олексій Анатолійович
Олексій Анатолійович Моісеєнко (нар. 25 жовтня 1991, Новобогданівка, Мелітопольський район, Запорізька область, УРСР) — український футболіст, захисник МФК «Металург» (Запоріжжя).

## Кар'єра гравця
Вихованець мелітопольського футболу. Навчався в навчально-виховному комплексі № 16, в якому також займався Євген Хачеріді. З 2005 року навчався у футбольній академії запорізького «Металурга». Після завершення навчання уклав контракт з «козаками». У сезоні 2008/2009 грав у другій лізі за «Металург-2». У сезонах 2009/2010 і 2010/2011 грав за дубль «Металурга» в молодіжному чемпіонаті. 6 серпня 2010 дебютував у Прем'єр-лізі. У гостьовому матчі проти «Іллічівця» Моісеєнко на 52-й хвилині замінив Артура Каськова, а вже в додатковий час сам був замінений Андрієм Цуріковим.
У березні 2012 року підписав контракт з молдовським клубом «Мілсамі». У вищому молдовському дивізіоні дебютував 17 березня 2012 року, вийшовши в основному складі в грі проти «Шерифа». Усього за «Мілсамі» зіграв 9 матчів у чемпіонаті. В середині року перебрався в «Буковину», з якою вже навесні 2013 року припинив співпрацю за згодою сторін.
Влітку 2013 року уклав контракт з друголіговим клубом «Гірник-Спорт». З цією командою у дебютному сезоні завоював право виступати в першій лізі. Наприкінці 2017 року по завершенні дії контракту залишив розташування команди з Горішніх Плавнів, після чого відправився на перегляд до білоруського «Вітебська». У складі вітебської команди зіграв 45 хвилин, після чого тренерський штаб білорусів вирішив відмовитися від послуг Олексія. На початку лютого 2018 року перейшов до краматорського «Авангарду» на запрошення Олександра Косевича. Дебютував у складі краматорського клубу 26 березня 2018 року в програному (1:3) виїзному поєдинку 24-го туру Першої ліги проти чернігівської «Десни». Моісеєнко вийшов на поле в стартовому складі та відіграв увесь матч.